# Dana Gilbert
Dana Gilbert (26 novembre 1959) è un'ex tennista statunitense.

## Carriera
In carriera ha vinto due titoli nel singolare e un titolo di doppio. Nei tornei del Grande Slam ha ottenuto il suo miglior risultato raggiungendo il quarto turno nel singolare all'Open di Francia nel 1982.

## Statistiche

### Singolare

#### Vittorie (2)
| Numero | Anno            | Torneo                                    | Superficie  | Avversaria in finale | Punteggio |
| 1.     | 13 agosto 1978  | US Clay Court Championships, Indianapolis | Terra rossa | Viviana González     | 6-2, 6-3  |
| 2.     | 19 ottobre 1980 | Borden Classic, Nagoya                    | Terra rossa | Barbara Jordan       | 5-1 rit.  |

#### Finali perse (1)
| Numero | Anno          | Torneo                        | Superficie | Avversaria in finale | Punteggio |
| 1.     | 2 maggio 1982 | Torneo di Sardegna, Arzachena |            | Elizabeth Smylie     | 3-6, 0-6  |

### Doppio

#### Vittorie (1)
| Numero | Anno            | Torneo                                 | Superficie | Compagna     | Avversarie in finale            | Punteggio |
| 1.     | 26 ottobre 1980 | Japan Open Tennis Championships, Tokyo | Cemento    | Peanut Louie | Nerida Gregory Marie Neumannová | 6-3, 6-2  |

### Risultati in progressione
| Sigla | Risultato               |
| ----- | ----------------------- |
| V     | Vincitore               |
| F     | Finalista               |
| SF    | Semifinalista           |
| O     | Oro olimpico            |
| A     | Argento olimpico        |
| SF    | Bronzo olimpico         |
| QF    | Quarti di Finale        |
| 4T    | Quarto turno            |
| 3T    | Terzo turno             |
| 2T    | Secondo turno           |
| 1T    | Primo turno             |
| RR    | Round Robin             |
| LQ    | Turno di qualificazione |
| A     | Assente                 |
| ND    | Non disputato           |

| Legenda superfici    |
| -------------------- |
| Cemento              |
| Terra battuta        |
| Erba                 |
| Superficie variabile |

#### Singolare nei tornei del Grande Slam
| Torneo          | 1978 | 1979 | 1980 | 1981 | 1982 | 1983 |
| --------------- | ---- | ---- | ---- | ---- | ---- | ---- |
| Australian Open | A    | A    | A    | A    | A    | A    |
| Open di Francia | A    | A    | 1T   | 1T   | 4T   | 2T   |
| Wimbledon       | A    | 1T   | 1T   | A    | A    | A    |
| US Open         | 2T   | 1T   | 1T   | 1T   | 3T   | 2T   |

#### Doppio nei tornei del Grande Slam
| Torneo          | 1978 | 1979 | 1980 | 1981 | 1982 | 1983 |
| --------------- | ---- | ---- | ---- | ---- | ---- | ---- |
| Australian Open | A    | A    | A    | A    | A    | A    |
| Open di Francia | A    | A    | 1T   | 2T   | A    | 1T   |
| Wimbledon       | A    | 2T   | 1T   | A    | A    | A    |
| US Open         | 1T   | 1T   | A    | 1T   | 1T   | 1T   |

#### Doppio misto nei tornei del Grande Slam
| Torneo          | 1979 | 1980 |
| --------------- | ---- | ---- |
| Australian Open | ND   | ND   |
| Open di Francia | A    | 1T   |
| Wimbledon       | A    | A    |
| US Open         | 1T   | A    |